# Dibenzofurano
Il dibenzofurano, nome sistematico dibenzo[b,d]furano, è un composto eterociclico aromatico (triciclico) strutturalmente formato da due anelli benzenici condensati ad uno centrale di furano lungo i suoi lati b e d. Può anche essere visto come un etere diarilico, derivante dalle posizioni 2,2' del bifenile. La sua formula molecolare è C12H8O. 
È un solido cristallino incolore (bianco se in polvere), volatile in corrente di vapore, altamente fluorescente, e che fonde a 86,5 °C.  È solubile in etere, benzene, acido acetico glaciale, poco in alcool e non in acqua.
Essendo termicamente molto resistente alla degradazione e avendo un ampio intervallo di liquidità (Teb = 285 °C), ed essendo inoltre relativamente poco tossico, è usato come fluido per scambi termici.

## Struttura e proprietà
Da indagini diffrattometriche ai raggi X allo stato solido della struttura cristallina si ricava che ognuno degli anelli è planare, ma ogni anello a 6 termini forma un angolo diedro con l'anello centrale a 5 termini di 1,5°, conferendo alla molecola una specie di lieve conformazione "a barca". Nell'anello furanico centrale le lunghezze e gli angoli di legame interni sono i seguenti:
r[C(2)–O] = 138,4 pm; r[C(2)–C(3)] = 138,9 pm; r[C(3)–C(4)] = 143,8 pm; [valori abbastanza simili a quelli del furano, ma lievemente più alti]
∠[C(2)-O-C(5)] = 105,53°; ∠[O-C(2)-C(3)] = 111,36°; ∠[C(2)-C(3)-C(4)] = 105,84°. [valori abbastanza simili a quelli del furano]
Il dibenzofurano, con 14 elettroni π negli anelli (6 per ogni anello benzenico e 2 da una coppia solitaria dell'atomo di ossigeno) si conforma alla regola di Hückel ed è un composto aromatico e termodinamicamente stabile (ΔHƒ° = -29,2 kJ/mol). La sua energia di risonanza di Dewar (DRE), un indice di aromaticità, è pari a 39,9 kcal/mol, che è un valore maggiore di quello del naftalene (33,6), il quale ha però un anello in meno, ma un po' minore rispetto ai suoi analoghi con N e S al posto di O, cioè il carbazolo (40,9) e il dibenzotiofene (44,6).
La molecola del dibenzofurano ha una certa polarità (μ = 0,86 D), un po' maggiore di quella del furano (0,69 D), ma minore rispetto al difeniletere (Ph2O, 1,17 D); come per gli eteri in genere, la sua costante dielettrica è piccola (3,00) e poco minore di quella del difeniletere (3,90). Il suo potenziale di ionizzazione ammonta a 8,77 eV, un valore un po' maggiore di quello del difeniletere (8,09 eV).

## Reattività
Il dibenzofurano subisce reazioni di sostituzione elettrofila aromatica tipiche dei composti benzenoidi, quali le alogenazioni, solfonazioni e le reazioni di Friedel-Crafts, prevalentemente in posizione 2 (in posizione para all'ossigeno), mentre nelle nitrazioni viene generalmente preferita la posizione 3 ma, in dipendenza del solvente e dei reattivi nitranti, si può far sì che prevalgano i prodotti di sostituzione in 2.  Trattato con il butillitio, dà litiazione in posizione 4, ed anche doppia litiazione, in 4 e 6.
I dibenzofurani policlorurati, dei quali il più noto è il TCDF, sono composti molto tossici e cancerogeni, comunemente assimilati alle diossine, anche se in realtà non sono chimicamente degli analoghi strutturali.